# OUTATBERO
OUTATBERO（アウトアットベロ）は、日本のバンド。数枚のデモ音源を発表後、日本国外でもリリースされた1stアルバム「CUPRUNOID」は軒並み高評価を獲得し、iTunesオルタナティブチャートの1位を獲得する。EUツアーを経て、シューゲイズ/エレクトロニカ/フリーフォーク/ダブステップ等などの要素を感じさせる 2ndアルバム「ARM」リリース。Melt-Banana、Cinema Staff、envy、group inou、iLL(SUPERCARの中村弘二のソロプロジェクト)、トクマルシューゴ等と共演、企画『You Know』にてTHE NOVEMBERSやオワリカラ、Uri Gagarn、CARDなど様々なアーティストを招聘。英国「マーキュリー賞」を受賞したThe XXやPitchforkで9.3を獲得したNO AGEなどの多数の海外アーティストとも共演している。

## メンバー
- Moto Onizuka - ギター、ボーカル（FLUID）
- Yoshiaki Kato - ギター
- Takuto Ujiie - ベース
- Kotaro Matsumoto - ギター、シンセサイザー（NOKIES!）
- Yuta Hoshi - ドラム（TESTAV、WOZNIAK、DALLJUB STEP CLUBなどにも参加）

## ディスコグラフィ

### 音源
| タイトル                  | 規格  | レーベル     |                |
| ------------------------- | ----- | ------------ | -------------- |
| 「CUPRUNOID」             | CD    | STUDIONUITO  | 2010年9月15日  |
| 「ARM」                   | CD    | STUDIONUITO  | 2011年12月07日 |
| 「NO TOWN / HARPS」       | 7inch | FLAKE SOUNDS |                |
| 「FORGET ALL / DIVISION」 | 7inch | FLAKE SOUNDS |                |
| 「UP ON SOMEWHERE」       | CD    | FLAKE SOUNDS |                |